# Der König der Wildnis
Der König der Wildnis (Originaltitel: The Lion and the Horse) ist ein US-amerikanischer Western aus dem Jahr 1952 von Louis King mit Steve Cochran und Ray Teal in den Hauptrollen. Der Film wurde von Warner Bros. produziert.

## Handlung
Matt Jennings ist mit einigen Männern auf der Jagd nach Wildpferden. Einer seiner Leute, Ben Kirby, erspäht einen prächtigen Hengst, der eine Herde anführt. Er fängt den Hengst, kann aber nicht verhindern, dass Matt das Pferd an den Rodeobetreiber Dave Tracy verkauft. Tracy weigert sich, das Pferd, das den Namen Wildfire bekommen hat, wieder zurückzugeben, da er mit dem ungezähmten Hengst viel Geld bei seiner Show verdienen kann. Ben befürchtet, dass die Lebensumstände schädlich für das Wildpferd sind. Er hinterlässt 600 Dollar, den Kaufpreis, und lässt Wildfire frei. Das Pferd galoppiert in die Prärie und wird von Ben abermals eingefangen. Ben zieht nach Kanab in Utah und arbeitet dort auf der Ranch von Cas Bagley. Hier darf er Wildfire zähmen, was die Enkelin Jenny sehr beeindruckt. Tatsächlich gelingt es Ben, Wildfire zu zähmen, der seinen Herrn später aus Treibsand rettet. 
Aus einem Wanderzirkus entkommt ein Löwe, der Vieh in der Umgegend reißt. Als die Raubkatze Jenny verfolgt und eine Stampede von Wildpferden auslöst, kann Ben den Löwen mit Gewehrschüssen vertreiben und Jenny retten. Zur gleichen Zeit ist Tracy auf der Suche nach Wildfire. Er will Ben wegen Pferdediebstahls verhaften lassen. Auf der Ranch konfrontiert er Ben und Cas mit seinen Vorwürfen. Cas erklärt ihm, dass Polizei und Gericht seine brutalen Trainingsmethoden nicht gutheißen werden. Tracy entschließt sich, Wildfire nun selber zu stehlen, wird dabei von dem Pferd jedoch zu Tode getrampelt. Cas warnt Ben, dass das Gesetz in Utah vorsehe, dass jedes Tier, das einen Menschen tötet, ebenso zu töten sei. Bevor er den Sheriff ruft, gibt er Ben und Wildfire Vorsprung, damit sie die Grenze nach Wyoming erreichen können. Während eines Nachtlagers greift der Löwe Wildfire an, der die Raubkatze nach einem heftigen Kampf zu Tode trampeln kann. 
Am nächsten Morgen holt der Sheriff, in Begleitung von Cas und Jenny, Ben ein. Ben lässt Wildfire frei, um ihm das Leben zu retten. Der Sheriff kennt jedoch die Umstände, die zu Tracys Tod führten. Zudem ist er erleichtert, dass der Löwe keine Gefahr mehr darstellt. Er erklärt, dass er auf der Suche nach Tracys Pferd sei und nicht nach Bens Pferd. Nachdem Wildfire freiwillig zu Ben zurückgekehrt ist, reiten alle zur Ranch zurück.

## Hintergrund
Gedreht wurde der Film von Ende August bis Mitte Oktober 1951 in Kanab und im Zion-Nationalpark in Utah.
Die Produktion war der erste veröffentlichte Film des Studios, das im WarnerColor-Verfahren gedreht wurde.
William Wallace war für das Szenenbild zuständig. Noel Mason Smith war der Regisseur der Second Unit.
In einer kleinen nicht im Abspann erwähnten Nebenrolle trat Rudy Bowman auf. 
Der im Film gespielte Song The Rustler from Kanab wurde von George O’Hanlon komponiert.

## Synchronisation
Die deutsche Synchronfassung entstand im Auftrag der Deutschen Mondial Film GmbH in Berlin.
| Rolle      | Schauspieler  | Deutscher Synchronsprecher |
| ---------- | ------------- | -------------------------- |
| Ben Kirby  | Steve Cochran | Hans Nielsen               |
| Dave Tracy | Ray Teal      | Konrad Wagner              |
| Cas Bagley | Harry Antrim  | Walter Werner              |
| Sheriff    | Lane Chandler | Wolf Martini               |

## Veröffentlichung
Die Premiere des Films fand am 17. Mai 1952 in New York statt. In der Bundesrepublik Deutschland kam er am 21. November 1952 in die Kinos, in Österreich im Februar 1953.

## Kritiken
Das Lexikon des internationalen Films schrieb: „Ein ansprechender Tier- und Abenteuerfilm für Kinder, der auch erwachsenen Zuschauern Freude machen kann.“
Die Filmzeitschrift Cinema empfand den Film hingegen als lahm.
Der Kritiker des TV Guide sah einen Film mit wunderschönen Hintergründen und gut genutzten Landschaftsaufnahmen. Leider wurde eine einfältige Geschichte in Szene gesetzt. Der gegen seinen üblichen Rollentypus besetzte Steve Cochran sei ok, viel Action polstere die dünne Geschichte aus. Die Regie sei im besten Falle zweitklassig.